# شيماء الرحموني
شيماء الرحموني هي لاعبة رفع أثقال تونسية وُلدت في 25 مارس 2001، ومثلت تونس في دورة الألعاب الأولمبية الصيفية عام 2020.

## المشاركات والميداليات
شاركت شيماء الرحموني في عام 2019 في دورة الألعاب الإفريقية، والتي أقيمت في مدينة الرباط بالمغرب، وتمكنت من إحراز الميدالية البرونزية في فئة الوزن أقل من 59 كيلوغرام للسيدات. وفي العام التالي شاركت في بطولة كأس العالم لرفع الأثقال للناشئين، والتي أقيمت في مدينة روما إيطاليا، حيث توجت بالميدالية البرونزية في منافسات الخطف للوزن أقل من 59 كيلوغرام للسيدات. وفي عام 2021، شاركت شيماء الرحموني في دورة الألعاب الأولمبية الصيفية التي أقيمت بمدينة طوكيو في اليابان حيث أخفقت في محاولات الرفع، ولم تتمكن من التأهل للأدوار النهائية في منافسات الوزن أقل من 64 كيلوغرام للسيدات. ويوضح الجدول التالي أهم المُسابقات والبطولات التي شاركت فيها شيماء الرحموني، وأبرز الميداليات والألقاب التي حققتها في البطولات والمسابقات المختلفة:
| العام | المسابقة                       | المكان                   | المنافسات                                        | الترتيب/الميدالية                   |
| ----- | ------------------------------ | ------------------------ | ------------------------------------------------ | ----------------------------------- |
| 2019  | دورة الألعاب الإفريقية         | الرباط، المغرب           | منافسات الوزن أقل من 59 كيلوغرام للسيدات         | المركز الثالث (الميدالية البرونزية) |
| 2020  | بطولة كأس العالم لرفع الأثقال  | روما، إيطاليا            | منافسات الوزن أقل من 59 كيلوغرام - نتر - للسيدات | المركز الثالث (الميدالية البرونزية) |
| 2021  | دورة الألعاب الأولمبية الصيفية | طوكيو، اليابان           | منافسات الوزن أقل من 64 كيلوغرام للسيدات         | لم تتأهل                            |
| 2022  | بطولة إفريقيا لرفع الأثقال     | القاهرة، مصر             | منافسات الوزن 64 كيلوغرام - خطف - للسيدات        | المركز الأول (الميدالية الذهبية)    |
| 2022  | بطولة إفريقيا لرفع الأثقال     | القاهرة، مصر             | منافسات الوزن 64 كيلوغرام - نتر - للسيدات        | المركز الأول (الميدالية الذهبية)    |
| 2022  | بطولة إفريقيا لرفع الأثقال     | القاهرة، مصر             | منافسات الوزن 64 كيلوغرام - مجموع - للسيدات      | المركز الأول (الميدالية الذهبية)    |
| 2023  | دورة الألعاب العربية           | الجزائر العاصمة، الجزائر | منافسات الوزن أقل من 64 كيلوغرام - خطف - للسيدات | المركز الثاني (الميدالية الفضية)    |
| 2023  | دورة الألعاب العربية           | الجزائر العاصمة، الجزائر | منافسات الوزن 64 كيلوغرام - نتر - للسيدات        | المركز الثاني (الميدالية الفضية)    |